# Гюнтер Шліркамп
Гюнтер Шліркамп (нім. Günter Schlierkamp); (нар. 2 лютого 1970, Олфен, Німеччина) — німецький культурист-професіонал.

## Біографія
Народився 2 лютого 1970 року в Олфені в Німеччині, неподалік від Дюссельдорфа в родині фермерів. У нього було два старші брати й молодша сестра. З раннього віку він працював на фермі своїх батьків. Трохи пізніше він пішов працювати на сусідню ферму. У 13 років він побачив перший фільм з Арнольдом Шварценеггером — «Помпуючи залізо». Це надихнуло його почати займатися культуризмом. Він придбав гирі й почав тренуватися.
Спочатку, за його словами, він тренував переважно руки, бо для нього це було найголовнішим. В 16 років він уже став працювати механіком. Тільки тоді у нього з'явилася можливість тренуватися у спортзалі. Власник зали сказав, що
він має дуже добру генетику. На той час він важив 77 кг. Після двох років тренувань він уже почав готуватися до своїх перших змагань з культуризму. Тренування займали по три години й більш, і один день на тиждень для відпочинку. Тоді він дуже мало знав про методики тренінгу й вважав, що чим більше тренуватися, тим більше він стане.
Восени 1988 року Гюнтер уперше виступив на аматорських змаганнях у важкій ваговій категорії. Дебют і ще п'ять подальших змагань були тріумфальними — він зайняв перші місця. Навесні 1990 року він переміг на аматорському чемпіонаті Німеччини. Восени того ж року виграв чемпіонат світу серед аматорів. Після цього він уже подався в дорослий дивізіон. Потім два роки тренувався без виступів і 1992 року виступив на перших змаганнях серед чоловіків на чемпіонаті Європи, де переміг. Двома місяцями пізніше проходив чемпіонат Німеччини. Йому довелося ще 2 місяці побути на дієті, щоб стати й чемпіоном Німеччини. Це відбулося в травні 1992 року. В листопаді 1993 року виграв титул «Містер Юніверс». Коли йому вручили трофей, він став на коліна і сказав: «Спасибі тобі Господи за це!». Йому вручили карту професіонала. Незважаючи на статус професіонала, він не мав достатньо грошей, і титули тепер не так легко йому діставалися. В той час він уже почав замислюватися про майбутнє. Навіть найбільші зірки не заробляють багато, бо бодибілдинг не такий популярний вид спорту як, наприклад, футбол.
В 1994 році він познайомився з його майбутньою дружиною Кармен. Вони побралися в 1996 році. Шлюб тривав до 2003 року. Незважаючи на розлучення, вони залишилися друзями.
Підготова до змагання «Містер Олімпія» йшла повним ходом. Альберт Бусек (спортивний коментатор) спонсорував Гюнтера Шліркампа. Він навіть не міг собі уявити, що змагатиметься з атлетами, яких бачив тільки на обкладинках журналів. Але він не потрапив навіть в 15-ку найсильніших. Тоді він і відчув, що таке падіння після стрімкого успіху. Люди, які вірили в нього — відвернулися від нього.
Коли він виступав на «Ironman», його запросили в США. Пізніше він з дружиною вирішив вирушити на 3 місяці до Америки до Нью-Джерси, щоб подивитися, чи зможуть там прижитися. Переїзд до США відбувся у липні 1996. Сім'я перебувала в скрутному фінансовому становищі, поки Шліркамп не уклав свій перший контракт — з компанією-виробником спортивних харчів «Universal Nutrition».
1997 року вони з дружиною вирішили переїхати до Лос-Анджелеса. В травні 1997 року після турніру «Ніч Чемпіонів» до нього підійшов Джо Вайдер і запропонував контракт. Фінансові проблеми вже не так турбували. Незабаром вони остаточно вже розійшлися з Кармен. Трохи пізніше він знявся в голлівудському фільмі. У березні 2007-го побрався з відомою фітнес-спортсменкою Кім Лайонз.

## Джерело
- Гюнтер Шлиеркамп [Архівовано 6 грудня 2010 у Wayback Machine.] (рос.)